# Trypitá (Héraklion)
Trypitá (grec moderne : Τρυπητά) est une localité située dans le dème de Gortyne, district régional d'Héraklion, periphérie de Crète, en Grèce.
Selon le recensement de 2011, elle compte dix habitants.